# صقر محمد
صقر محمد (انگلیسی: Saqer Mohammed؛ زادهٔ ۲۲ مهٔ ۱۹۹۱) یک بازیکن فوتبال است.